# 猛鬼食人胎
《猛鬼食人胎》（英語：The Demon's Baby）是1998年上映的香港恐怖電影，由梁宏發執導，張錦程、吳辰君、黃秋生主演。

## 劇情
《猛鬼食人胎》是由最佳拍檔有限公司出品，由梁宏發執導，張錦程、黃秋生等主演的恐怖片。
該片講述了清末民初，軍閥徐大帥（徐錦江飾）盜取古墓，誤把五魔盅和鎮壓他們的金佛一起帶回大帥府，一路相安無事；直至管家偷去金佛，五魔乘機作亂。

## 演員

### 領銜主演
| 演員   | 角色       | 粵語配音 | 關係 |
| 張錦程 | 初六       | 張錦程   | 徐大帥府裏的廚師 受青海的教育而學會「騙鬼食豆腐」的原理 最后因不忍心聽到被邪靈附身的小魚及胎子的哀求而打破耳膜並忍痛把她們燒死                                             |
| 吳辰君 | 小魚       | 陸惠玲   | 徐大帥府裏的女婢 和初六有些感情線 最後連同胎子被邪靈附生並把青海害死，後用苦肉計欲令初六放過自己和胎子，但失敗並被其忍痛燒死                                               |
| 黃秋生 | 青海       | 黃秋生   | 大師 教育小斌及初六「騙鬼吃豆腐」的原理 最後為救小斌及初六而把小魚胎子砍至重傷，但自己也同時被砍成兩截而死                                                                 |
| 徐錦江 | 徐大帥     | 張炳強   | 大帥 大太太、二太太、三太太及四太太明珠丈夫 中期因被邪靈附身而和四位妻子造愛而令她們懷孕 最後被邪靈附身的四位妻子用胎子吃死                                                |
| 李兆基 | 李管家     | 黃志明   | 本片大反派 徐大帥府裏的管家 勾引三夫人，並和她偷情 中期因偷走鎮壓五邪靈的金佛並換成假的代替而令徐大帥被邪靈附身並和四位妻子造愛而令她們懷孕 最後被邪靈附身的如花用胎子吃死 |
| 黃斌   | 小斌       |          | 初六好友 受青海的教育而學會「騙鬼食豆腐」的原理 最后被邪靈附身的小魚殺害                                                                                                   |
| 林玉紫 | 大太太     |          | 徐大帥妻子 被邪靈附身的徐大帥和自己及三位妻子造愛而令她們懷孕 最后被邪靈附身，並用肚子裏的胎子和三位妻子吃死徐大帥，后被青海殺害                                           |
| 黎台麗 | 二太太     |          | 徐大帥妻子 被邪靈附身的徐大帥和自己及三位妻子造愛而令她們懷孕 最后被邪靈附身，並用肚子裏的胎子和三位妻子吃死徐大帥，后被青海殺害                                           |
| 王行芝 | 三太太如花 | 黃鳳英   | 本片終極大反派 徐大帥妻子 和李管家偷情 被邪靈附身的徐大帥和自己及三位妻子造愛而令她們懷孕 最后被邪靈附身，先用肚子裏的胎子吃死李管家，后和三位妻子吃死徐大帥，后被青海殺害 |
| 賴暄妮 | 四太太明珠 |          | 徐大帥妻子 被邪靈附身的徐大帥和自己及三位妻子造愛而令她們懷孕 最后被邪靈附身，並用肚子裏的胎子和三位妻子吃死徐大帥，后被青海殺害                                           |
| 王敏   |            |          | |
| 初本科 | 無真大師   | 高翰文   | 被徐大帥吩咐請來消滅被邪靈附身的二夫人 最后念咒語失敗並被二夫人用胎子插死                                                                                                  |
| 吳華   |            |          | |
| 賴喧妮 |            |          | |
| 沈婷   |            |          | |
| N/A    | 小六       | 黃鳳英   | 被邪靈附生的胎兒 初六、小魚之子 最後欲與小魚用苦肉計求初六不要殺其和自己，但失敗被初六忍痛連同小魚燒死                                                                     |